# Periplomatidae
De Periplomatidae of lepelschelpen is een familie van tweekleppigen uit de orde Anomalodesmata.  

## Kenmerken
Het zijn dunschalige, ovale schelpen die aan de achterzijde gapen en afgeknot zijn.
De schelpen zijn ongelijkkleppig: de rechterklep is boller dan de linkerklep.  De toppen zijn vaak iets gespleten.  De binnenzijde is soms licht parelmoerachtig.  Het slot vertoont geen tanden.

## Verspreiding en leefgebied
De dieren liggen horizontaal in het sediment en komen voor in de Atlantische Oceaan, de Middellandse Zee en de oostelijke en westelijke Grote Oceaan.

## Taxonomie
Deze familie telt de volgende genera:
- Albimanus Pilsbry & Olsson, 1935
- Cochlodesma Couthouy, 1839
- Halistrepta Dall, 1904
- Offadesma Iredale, 1930
- Pendaloma Iredale, 1930
- Periploma Schumacher, 1817

In de Europese zeeën wordt de volgende soort vermeld:
- Cochlodesma praetenue (Pulteney, 1799) - Europese lepelschelp

Andere soorten uit deze familie zijn:
- Periploma angasi Crosse et Fischer, 1864 - Australische lepelschelp
- Periploma margaritaceum (Lamarck, 1801) - Amerikaanse lepelschelp